# Peebles (Ohio)
Pour les articles homonymes, voir Peebles (homonymie).
Peebles est un village du comté d'Adams, en Ohio, aux États-Unis,. Lors du recensement de 2010, le village comptait une population de 1 782 habitants. Il est situé à l'est de Cincinnati.

## Personnalité liée à Peebles
- Robert Sparks, né le 4 février 1898 à Peebles.

## Source de la traduction
- (en) Cet article est partiellement ou en totalité issu de l’article de Wikipédia en anglais intitulé « Peebles, Ohio » (voir la liste des auteurs).